# Slaget ved Wilson's Wharf
Slaget ved Wilson's Wharf var et mindre slag under Overland kampagnen i Virginia i foråret 1864.
Den 24. maj angreb den konfødererede generalmajor Fitzhugh Lee's kavaleri division på omkring 3.000 mand Unionens forsyningsdepot Wilson's Wharf, ved James River i den østlige del af Charles City og blev slået tilbage af to regimenter af sorte Unionssoldater under kommando af brigadegeneral Edward A. Wild – i alt omkring 1.800 mand, som var i færd med at bygge en forskansning der, som efterfølgende blev kaldt Fort Pocahontas.